# Kineska opera
Kineska opera (kineski: 戏曲/戏曲) popularna je umjetnička forma, koja ima elemente drame, glazbe i kazališta, karakteristična je za Kinu. Jako se razlikuje od zapadnjačke opere.
Postoje brojne regionalne inačice kineske opere, koje se nadahnjuju događajima iz povijesti kineskih dinastija. Pekinška opera jedna je od najpoznatijih kineskih opera. To je spoj kazališta s brojnim drugim elementima kao što su: književnost, glazba, pjevanje, ples, likovna umjetnost, borilačke vještine, žongliranje i umjetnički spektakl. Uloge u pekinškoj operi dijele se na sheng (muške), dan (ženske), jing (obojeno lice u bijelo, muško) i chou (muški ili ženski klaun), kao i razne druge uloge. Četiri glavne tehnike kojima se služe su: pjevanje, dijalog i monolog, stilizirana akcija i akrobatska borba i pet vrsta pokreta: pokreti ruku, očiju, tijela, gestikulacija i koraci su usklađeni, a pomoću njih pekinška opera predočuje svoj bogat i raznovrsan karakter.
Kineska opera vuče porijeklo iz pjesama i plesova drevnih naroda s prostora Kine. Teme opere su: prikaz života pojedinih dijelova društva, odnos s božanstvom i prirodom. Predstave su duge i traju barem nekoliko sati. Kineska opera gostovala je i u Zagrebu u prošlom stoljeću.

## Galerija
- Sečuanska opera u Chengdu
- Kostimi iz opere
- Kineska opera
- Izvođač kineske opere